# Ayem
Ayem sau denominarea populara sa este Ayeme, este o localitate localizat în provincia Estuaire din Gabon, în departamentul Komo-Mondah localizat sud-vestul Ntoum.